# Пыра (сельсовет)
Сельсовет Пыра — административно-территориальная единица в составе городского округа города Дзержинска Нижегородской области России).
Административный центр — посёлок Пыра.

## Населенные пункты
| № | Населённый пункт | Тип населённого пункта          | Население |
| - | ---------------- | ------------------------------- | --------- |
| 1 | Лесной           | кордон                          | ↘38       |
| 2 | Пыра             | посёлок, административный центр | ↗1938     |